# The Intercept
The Intercept es una revista electrónica creada por Glenn Greenwald, Laura Poitras, y Jeremy Scahill. Lanzada en febrero de 2014 por la organización First Look Media, está financiada por Pierre Omidyar.

## Historia
The Intercept es la primera publicación de First Look Media la plataforma periodística creada y financiada por el fundador de ebay Pierre Omidyar.
The Intercept persigue dos objetivos. A corto plazo, la revista servirá como una plataforma para informar sobre los documentos publicados por Edward Snowden, y a largo plazo "producir un periodismo valiente, de confrontación a través de una amplia gama de temas: abuso, corrupción financiera o política, o violación de las libertades civiles".
El sitio ofrece a sus "fuentes" una función anónima y segura similar a los archivos de WikiLeaks, basada en una solución de código abierto SecureDrop desarrollada por Aaron Swartz y gestionada por Freedom of the Press Foundation.

## Equipo
El personal adicional incluye a la redactora jefe Liliana Segura, los escritores Dan Froomkin y Peter Maass, los reporteros Ryan Devereaux, Ryan Gallagher, y Murtaza Hussain, la analista política Marcy Wheeler, el analista legal Dan Novack, y el analista de tecnología Micah Lee.

## Publicación
El 10 de febrero de 2014, la primera historia publicada por The Intercept fue un informe detallado sobre el programa estadounidense de asesinatos selectivos que detallaba las consecuencias de los ataques con drones.